# Președintele Islandei
Președintele Islandei (în islandeză Forseti Íslands) este șeful statului islandez. 
Președintele este ales pentru un mandat de patru ani prin vot universal și are puteri limitate, dar este persoana care reprezintă statul islandez în relațiile interne și externe. De la cucerirea independenței în 1944, Islanda a avut doar cinci președinți. Actualul președinte, Ólafur Ragnar Grímsson, a fost ales prima dată în 1996, fiind apoi reales în 2000, 2004 și 2008.
Reședința prezidențială este situată în Bessastaðir în Álftanes.
Constituția țării specifică în cazul în care președintele nu-și poate exercita funcția din diverse motive, așa cum ar fi prezența sa fizică în străinătate sau în stare de inconștiență controlată, sub anestezie, un trio format din primul ministru, președintele parlamentului (Althing) și președintele Curții Supreme de Justiție a țării preiau tempoorar funcția. Orice decizie a președintelui substituit trebuie votată de cei trei.

## Președinții Islandei
Această listă este generată cu date din Wikidata și este actualizată periodic de un robot.
 Editările făcute în listă vor fi șterse la următoarea actualizare!
| Foto | Nume                   | Începutul mandatului | Sfârșitul mandatului |
| ---- | ---------------------- | -------------------- | -------------------- |
|      | Sveinn Björnsson       | 1944-06-17           | 1952-07-31           |
|      | Ásgeir Ásgeirsson      | 1952-08-01           | 1968-07-31           |
|      | Kristján Eldjárn       | 1968-08-01           | 1980-07-31           |
|      | Vigdís Finnbogadóttir  | 1980-08-01           | 1996-07-31           |
|      | Ólafur Ragnar Grímsson | 1996-08-01           | 2016-07-31           |
|      | Guðni Jóhannesson      | 2016-08-01           | 2024-07-31           |
|      | Halla Tómasdóttir      | 2024-08-01           |                      |